# Carolina Portaluppi
Carolina Portaluppi Castro (Guayaquil, 1963) é uma economista, pesquisadora, professora e escritora equatoriana. Ao longo de sua carreira, tem atuado em assessorias a organizações populares de mulheres e minorias sociais, contribuindo para seu desenvolvimento. Ocupou o cargo de Ministra do Litoral durante o governo de Rafael Correia, de dezembro de 2007 a outubro de 2008.
Entre os temas centrais de sua obra estão a condição feminina, a morte e o desejo lésbico.

## Trajetória
Sua primeira obra foi a coletânea de poemas Excluidos los signos (Excluídos os signos), que publicou em 1999.
Atuou como representante da organização internacional Oxfam no Equador e foi cofundadora da Cooperativa de Poupança e Crédito Detodas, voltada para a concessão de microcréditos a mulheres.
Durante os primeiros meses do governo do presidente Rafael Correia, iniciado em janeiro de 2007, ocupou o cargo de subsecretária do Ministério de Economia. Em dezembro de 2007, foi nomeada Ministra do Litoral, substituindo Ricardo Patiño, que assumiu o cargo de Ministro Coordenador da Política. Durante seu mandato como ministra, enfrentou um forte temporal de chuvas que atingiu diversas províncias da Região Costa, especialmente Santa Elena, que foi declarada em estado de emergência.
Portaluppi exerceu o cargo de ministra até outubro de 2008, quando foi sucedida por Nicolás Issa Wagner. Depois disso, retornornou ao cargo de subsecretaria do Ministério de Finanças.
Em 2009, publicou um segundo livro de poesia, Dice que no sabe (Diz que não sabe), cujo título é tomado de um verso de um poema do livro Árbol de Diana (Árvore de Diana), de Alejandra Pizarnik, e cujo tema principal versa ao redor do medo à morte do amor.
Tempo depois trabalhou como diretora geral de responsabilidade social e vinculação com a comunidade da Universidade Casa Grande e foi colaboradora do Comité Permanente de Direitos Humanos.

## Obras

### Poesia
- Excluidos los signos (Excluídos os signos) (1999)
- Dice que no sabe (Diz que não sabe) (2009)